# José Montalvo
Pour les articles homonymes, voir Montalvo.
José Montalvo, né le 11 juin 1953, ou 1954, à Valence en Espagne, est un chorégraphe français de danse contemporaine, metteur en scène, vidéaste, et scénographe. Ancien codirecteur du Théâtre national de Chaillot (2008-2015) avec Dominique Hervieu, il dirige la Maison des arts et de la culture de Créteil depuis septembre 2016.

## Biographie
José Montalvo grandit en France où sa famille de Républicains espagnols se réfugie. Durant ses études universitaires d'histoire de l'art et d'arts plastiques, il se forme initialement à la danse auprès de Jerome Andrews, Françoise et Dominique Dupuy. Il étudie également auprès de Lucinda Childs, Carolyn Carlson, Alwin Nikolais et Merce Cunningham. Dans un cours de danse en 1981, il rencontre Dominique Hervieu qui deviendra son interprète féminine fétiche. Elle reçoit un Prix d'interprétation féminine au Concours international de danse de Paris en 1984 et de son côté, José Montalvo reçoit plusieurs prix de chorégraphie (concours international de Nyon en 1986 ; Grand Prix de la danse contemporaine « Danse à Paris » en 1986 ; Premier Prix au Concours international de Cagliari, en 1988). Toutes ces pièces seront accueillies à la Maison de la danse de Lyon. En 1988, Montalvo et Hervieu créent ensemble la compagnie Montalvo-Hervieu.
Durant cette première période d'existence de la compagnie, leurs créations seront tournées vers le public, tant par le choix des lieux (intégration des chorégraphies dehors dans les villes) que par la participation des gens, qui ne sont plus seulement spectateurs mais vivent de l'intérieur la création chorégraphique (Danses à voir et à danser). En 1993, avec la complicité du vidéaste Michel Coste, José Montalvo crée sur la Scène nationale de Mâcon Double Trouble, une pièce inaugurale qui confronte l'image technologique et la présence physique des danseurs. Un tournant essentiel dans les créations de Montalvo-Hervieu se fera en 1996 avec La Mitrailleuse en état de grâce pour Suresnes Cités Danse, puis Paradis créé pour la Maison de la danse de Lyon en 1997 et qui seront les premières pièces de grande ampleur à intégrer indifféremment des danses venues de tous horizons, et notamment du hip-hop. Montalvo-Hervieu seront dès lors les invités fidèles du festival de Suresnes Cités Danse. Ce mélange des styles et de musiques (alliant le baroque au rap, en passant par la capoeira brésilienne et les musiques africaines) deviendra le leitmotiv des créations à venir, et fera leur immense succès public.
Depuis 1998, José Montalvo et Dominique Hervieu sont les directeurs du Centre chorégraphique national de Créteil et du Val-de-Marne. En 2000, il est nommé en plus directeur de la danse du Théâtre national de Chaillot. En juin 2008, José Montalvo et Dominique Hervieu prendront la direction du tout nouveau pôle chorégraphique créé au Théâtre de Chaillot, dévolu désormais en priorité à la danse plus qu'au théâtre.
En 2016, il prend avec Nathalie Decoudu la codirection de la Maison des arts et de la culture de Créteil à la suite du départ Didier Fusillier. À partir de février 2019, il est seul à la tête de l'institution.

## Chorégraphies
- 1992 : Podebal
- 1993 : Double trouble
- 1994 : Hollaka Hollala
- 1995 : A la Gloire de Jérome A
- 1996 : Pilhaou Thibaou
- 1996 : Les Surprises de Mnémosyne, pour le Ballet du théâtre de Florence
- 1997 : La Mitrailleuse en état de grâce
- 1997 : Paradis
- 1999 : Un Nioc de Paradis
- 1999 : Le Jardin io io ito ito, obtient le Laurence Olivier Awards du meilleur spectacle de danse 2001
- 1999 : Le Rire de la Lyre, création pour les danseurs de l'Opéra de Paris
- 2000 : Variation au paradis, création pour l'ouverture du Festival de Cannes 2000
- 2002 : Babelle heureuse
- 2004 : Les Paladins, mise en scène de l'opéra de Jean-Philippe Rameau
- 2005 : On danƒe
- 2006 : La Bossa Fataka de Rameau
- 2008 : Porgy and Bess, mise en scène de l'opéra de George Gershwin
- 2009 : Good morning, Mr Gershwin
- 2010 : Orphée
- 2010 : La la la Gershwin
- 2012 : Don Quichotte du Trocadéro
- 2014 : Asa nisi masa
- 2015 : Y Olé ! [8]
- 2016 : Shiganè naï
- 2018 : Carmen(s)
- 2021 : Gloria

## Prix et distinctions
- 2001 : Laurence Olivier Awards pour Le Jardin io io ito ito
- 2006 : Prix SACD de la chorégraphie avec Dominique Hervieu
- 2007 : Grand Prix Golden Prague
- Commandeur de l'ordre des Arts et des Lettres (2016[9], officier en 2009 et chevalier en 2000).